# You Can't Win, Charlie Brown
You Can't Win, Charlie Brown è un gruppo musicale portoghese formato a Lisbona nel 2009 dal cantante e tastierista Afonso Cabral, dal tastierista David Santos, dal chitarrista Pedro Branco, dal chitarrista e bassista Salvador Menezes, dal tastierista e bassista João Gil e dal batterista Tomás Sousa.

## Storia del gruppo
Il gruppo ha iniziato a pubblicare musica nel 2009, quando il loro brano Sad Song è stato incluso nella compilation di artisti esordienti Novos Talentos FNAC. Due anni dopo è uscito l'album di debutto Chromatic. Nel 2014 il secondo album Diffraction/Refraction ha regalato loro il loro primo ingresso nella classifica di vendite portoghese entrando al 16º posto, e con l'album successivo Marrow hanno raggiunto il 1º posto nel 2016. Nella loro carriera gli You Can't Win, Charlie Brown si sono esibiti su palchi sia nazionali (hanno realizzato una tournée attraverso il Portogallo per celebrare i loro dieci anni di attività nel 2019), sia internazionali, come il festival South by Southwest nel Texas e il Great Escape nel Regno Unito.
Nel gennaio 2023 il gruppo è stato confermato fra i 20 partecipanti al Festival da Canção, rassegna utilizzata per selezionare il rappresentante del Portogallo all'Eurovision Song Contest. Hanno presentato l'inedito Contraste mudo, classificandosi all'8º posto nella finale.

## Formazione
- Afonso Cabral – voce, tastiere
- David Santos – tastiere
- Pedro Branco – chitarra
- Salvador Menezes – chitarra, basso
- João Gil – tastiere, basso
- Tomás Sousa – batteria

## Discografia

### Album in studio
- 2011 – Chromatic
- 2014 – Diffraction/Refraction
- 2016 – Marrow
- 2022 – Âmbar

### EP
- 2010 – You Can't Win, Charlie Brown

### Singoli
- 2016 – Above the Wall
- 2022 – Celeste
- 2022 – Magnólia